# Gnathia tuberculosa
Gnathia tuberculosa är en kräftdjursart som först beskrevs av Frank Evers Beddard 1886.  Gnathia tuberculosa ingår i släktet Gnathia och familjen Gnathiidae. Inga underarter finns listade i Catalogue of Life.